# Atesta carteri
Atesta carteri là một loài bọ cánh cứng trong họ Cerambycidae.